# Morti nel 1748
| Questa pagina contiene informazioni ricavate automaticamente dalle voci biografiche con l'ausilio del template Bio e di un bot. L'aggiornamento è periodico e automatico e ricostruisce completamente la pagina. Se manca una persona in questa lista, sei pregato di non aggiungerla, ma accertati piuttosto che la sua voce biografica contenga il template Bio e che i dati anagrafici siano correttamente compilati. Se il template Bio manca, inseriscilo tu stesso o, in alternativa, metti l'avviso {{tmp\|Bio}} che ne segnala la mancanza. Se i dati riportati sono sbagliati, correggi direttamente la voce biografica; le modifiche saranno visibili in questa lista entro pochi giorni. Per chiarimenti vedi il progetto biografie. La lista contiene solo le 92 persone che sono citate nell'enciclopedia e per le quali è stato implementato correttamente il template Bio. Pagina aggiornata al 10 ago 2025. |

## Gennaio(8)
- 1º gennaio - Johann Bernoulli, matematico svizzero (n. 1667)
- 1º gennaio - Raulo Costanzo Falletti, arcivescovo cattolico italiano (n. 1675)
- 3 gennaio - Georg Andreas Helwig, botanico e teologo tedesco (n. 1666)
- 7 gennaio - Francesco Antonio Cavalcanti, arcivescovo cattolico italiano (n. 1695)
- 19 gennaio - Ernesto Augusto I di Sassonia-Weimar, duca (n. 1688)
- 21 gennaio - Nicolaes Hooft, pittore e illustratore olandese (n. 1664)
- 25 gennaio - Giuseppe Cervi, medico italiano (n. 1663)
- 28 gennaio - Pierre Dulin, pittore francese (n. 1669)

## Febbraio(7)
- 9 febbraio - Sergio Pola, vescovo cattolico italiano (n. 1674)
- 18 febbraio - Otto Ferdinand von Traun, militare austriaco (n. 1677)
- 20 febbraio - Filippo Tipaldi, vescovo cattolico italiano (n. 1669)
- 21 febbraio - Antoine Danchet, drammaturgo, librettista e poeta francese (n. 1671)
- 21 febbraio - Raffaele Cosimo de' Girolami, cardinale e arcivescovo cattolico italiano (n. 1670)
- 25 febbraio - Anna di Schleswig-Holstein-Sonderburg-Wiesenburg, nobildonna tedesca (n. 1665)
- 26 febbraio - Jean-Baptiste Landé, ballerino francese (n. 1697)

## Marzo(7)
- 7 marzo - Elisabetta Teresa di Lorena, nobildonna francese (n. 1664)
- 13 marzo - Antonio Bencini, compositore italiano
- 14 marzo - George Wade, generale irlandese (n. 1673)
- 17 marzo - Pietro Giannone, saggista, giurista e storico italiano (n. 1676)
- 23 marzo - Johann Gottfried Walther, compositore tedesco (n. 1684)
- 28 marzo - Domenico Ballati-Nerli, vescovo cattolico italiano (n. 1657)
- 29 marzo - Joseph Christophe, pittore, disegnatore e decoratore francese (n. 1662)

## Aprile(9)
- 1º aprile - Ferdinando Sanfelice, architetto, pittore e nobile italiano (n. 1675)
- 3 aprile - Jean-Jacques Burlamaqui, filosofo, giurista e scrittore svizzero (n. 1694)
- 6 aprile - David Kellner, compositore e liutista tedesco (n. 1670)
- 11 aprile - Giovanni Battista Baratta, vescovo cattolico italiano (n. 1691)
- 12 aprile - William Kent, pittore, decoratore e architetto britannico
- 13 aprile - Gustava Carolina di Meclemburgo-Strelitz, nobile tedesca (n. 1694)
- 14 aprile - Girolamo Alessandro Cappellari Vivaro, storico italiano (n. 1664)
- 26 aprile - Muhammad Shah, indiano (n. 1702)
- 28 aprile - Lorenzo Mattielli, scultore italiano (n. 1687)

## Maggio(4)
- 10 maggio - Giovanni Battista Grone, pittore e scenografo italiano (n. 1682)
- 17 maggio - Enrico d'Elbeuf, nobile francese (n. 1661)
- 28 maggio - Ignaz Stern, pittore austriaco (n. 1679)
- 30 maggio - Joseph Joachim Edlinger, liutaio ceco (n. 1693)

## Giugno(7)
- 1º giugno - Qamar-ud-din Khan, Asaf Jah I, principe indiano (n. 1671)
- 4 giugno - Aleksej Il'ič Čirikov, navigatore e esploratore russo (n. 1703)
- 11 giugno - Felice Torelli, pittore italiano (n. 1667)
- 16 giugno - Gian Filippo d'Orléans, nobile francese (n. 1702)
- 24 giugno - William Adam, architetto scozzese (n. 1689)
- 28 giugno - Joseph Anne Marie de Moyriac de Mailla, gesuita, missionario e storico francese (n. 1669)
- 30 giugno - Alamanno Pecchioli, presbitero e letterato italiano

## Luglio(1)
- 18 luglio - Benjamin Hederich, latinista, grecista e lessicografo tedesco (n. 1675)

## Agosto(5)
- 5 agosto - Alessandro Galli da Bibbiena, architetto, pittore e scenografo italiano (n. 1686)
- 5 agosto - Domenico Zanatta, compositore e violinista italiano
- 16 agosto - Pier Giuseppe Sandoni, compositore italiano (n. 1683)
- 26 agosto - Filippo Aldrovandi, politico italiano (n. 1660)
- 27 agosto - James Thomson, poeta e drammaturgo scozzese (n. 1700)

## Settembre(5)
- 11 settembre - Đoàn Thị Điểm, poetessa vietnamita (n. 1705)
- 12 settembre - Anne Bracegirdle, attrice teatrale inglese (n. 1671)
- 15 settembre - Dorotea Sofia di Neuburg, contessa tedesca (n. 1670)
- 17 settembre - Philipp Gerlach, architetto tedesco (n. 1679)
- 24 settembre - Alberto Volfango di Schaumburg-Lippe, nobile (n. 1699)

## Ottobre(5)
- 3 ottobre - Tommaso Ottaviano II Ghilini, nobile e politico italiano (n. 1667)
- 6 ottobre - Nicola Grassi, pittore italiano (n. 1682)
- 11 ottobre - Manuel de Benavides y Aragón, diplomatico e politico spagnolo (n. 1682)
- 25 ottobre - Francisco Serrano Frías, vescovo cattolico, missionario e santo spagnolo (n. 1695)
- 31 ottobre - Pantaleone Borzi, letterato e presbitero italiano (n. 1697)

## Novembre(3)
- 4 novembre - Jan de Lichte, brigante fiammingo (n. 1723)
- 22 novembre - Elisabetta Sofia di Brandeburgo, principessa (n. 1674)
- 25 novembre - Isaac Watts, teologo, compositore e poeta britannico (n. 1674)

## Dicembre(7)
- 2 dicembre - Charles Seymour, VI duca di Somerset, nobile inglese (n. 1662)
- 10 dicembre - Ewald Jürgen Georg von Kleist, scienziato tedesco (n. 1700)
- 13 dicembre - Agostino Ariani, matematico italiano (n. 1672)
- 22 dicembre - Giovanni Nepomuceno Carlo del Liechtenstein, principe austriaco (n. 1724)
- 24 dicembre - Michelangelo Cerruti, pittore italiano (n. 1663)
- 25 dicembre - Anne Hamilton, ufficiale scozzese (n. 1709)
- 27 dicembre - Bartolomeo Litterini, pittore italiano (n. 1669)

## Senza giorno specificato(24)
- Gabriel Allegrain, scultore francese (n. 1679)
- Johann Baring, imprenditore tedesco (n. 1697)
- Carlo Andrea Castagnola, religioso e poeta italiano (n. 1652)
- Benedetto Maria Castrone, matematico e religioso italiano
- Mademoiselle Duclos, attrice teatrale francese (n. 1670)
- Lelio Cosatti, matematico italiano (n. 1677)
- Johann Carl von Eckenberg, attore teatrale, comico e circense tedesco (n. 1684)
- Matías de Escobar y Llamas, religioso spagnolo
- Giuseppe Gaetano Grimaldi, pittore italiano (n. 1690)
- Giovanni Battista Lama, pittore italiano (n. 1673)
- Zacharias Longuelune, architetto francese
- Giuseppe Menabuoni, incisore e pittore italiano (n. 1708)
- Francesco Onorato di Monaco, arcivescovo cattolico francese (n. 1669)
- Pietro Passalacqua, architetto italiano (n. 1690)
- Pietro Pollidori, storiografo italiano (n. 1687)
- Pierre Rameau, coreografo francese (n. 1674)
- Filippo Randazzo, pittore italiano (n. 1695)
- Ottavio Scotti, architetto italiano (n. 1680)
- Seyyid Hasan Pascià, politico e militare ottomano (n. 1679)
- Ibrahim Afshar, sovrano persiano
- Tachibana Morikuni, pittore e incisore giapponese (n. 1679)
- Carlo Antonio Tantardini, scultore italiano (n. 1677)
- Cipriano Targioni, anatomista italiano (n. 1672)
- Giovanni VI Ventimiglia, nobile e politico italiano (n. 1678)